# Ricard Pujol
Ricard Pujol Amat (n. Castellví de Rosanes, Barcelona, 23 de febrero de 1998) es un futbolista español que juega en la demarcación de lateral izquierdo en el Ronin FC de la cuarta categoría regional catalana

## Trayectoria
Ricard se inició como futbolista las categorías inferiores del UE Cornellà, con el que llegó a debutar en la temporada 2017-18 en el primer equipo de la Segunda División B.
Tras dos temporadas en la UE Cornellà de la Segunda División B, en verano de 2019 firma por el RCD Espanyol B de la Segunda División B por un traspaso de 30.000 euros. 
En la temporada 2019-20, disputó 25 encuentros en liga en los que anotó un gol con el filial del RCD Espanyol.
El 19 de diciembre de 2019, Ricard debutó con el primer equipo del RCD Espanyol en la primera ronda de la Copa del Rey frente al Lleida Esportiu. 
En la temporada 2020-21, en las filas del RCD Espanyol B del Grupo III de la Segunda División B, disputó 19 encuentros en liga y sería el capitán del filial perico.
El 16 de diciembre de 2020, Ricard volvió a jugar un encuentro con el primer equipo del RCD Espanyol en la primera ronda de Copa del Rey frente al UE Llagostera, disputando los 120 minutos del partido.
El 9 de julio de 2021, firma por la S. D. Ponferradina de la Segunda División.
El 11 de enero de 2023, firma por el C. E. Sabadell F. C. de la Primera Federación.

## Clubes
| Club               |  | País   | Año               |
| ------------------ |  | ------ | ----------------- |
| UE Cornellà        |  | España | 2017-2019         |
| RCD Espanyol B     |  | España | 2019-2021         |
| S. D. Ponferradina |  | España | 2021-2023         |
| CE Sabadell        |  | España | 2023 -2025        |
| Ronin FC           |  |        | 2025 - Actualidad |